# 江希明
江希明 (1913年-1990年)，中国生物学家，尤精动物生理学。江苏省灌云人。

## 生平
1936年，毕业于国立浙江大学生物系，获得学士学位，之后留校担任生物系助教。期间与后来成为中国第一位女数学博士的徐瑞云结婚。后留学德国，于1940年获得德国慕尼黑大学理学博士学位。
回国后，历任国立浙江大学生物系之教授、生物系主任。1949年后，历任浙江师范学院（今浙江师范大学）副院长，杭州师范学院（后并入杭州大学，杭州大学于1998年并入浙江大学）院长，杭州大学副校长、校长顾问。
江希明曾任中国动物学会副理事长，并有连任浙江省第四和第五届政协副主席。江希明于1984年加入中国共产党。